# Censo de Pecheros

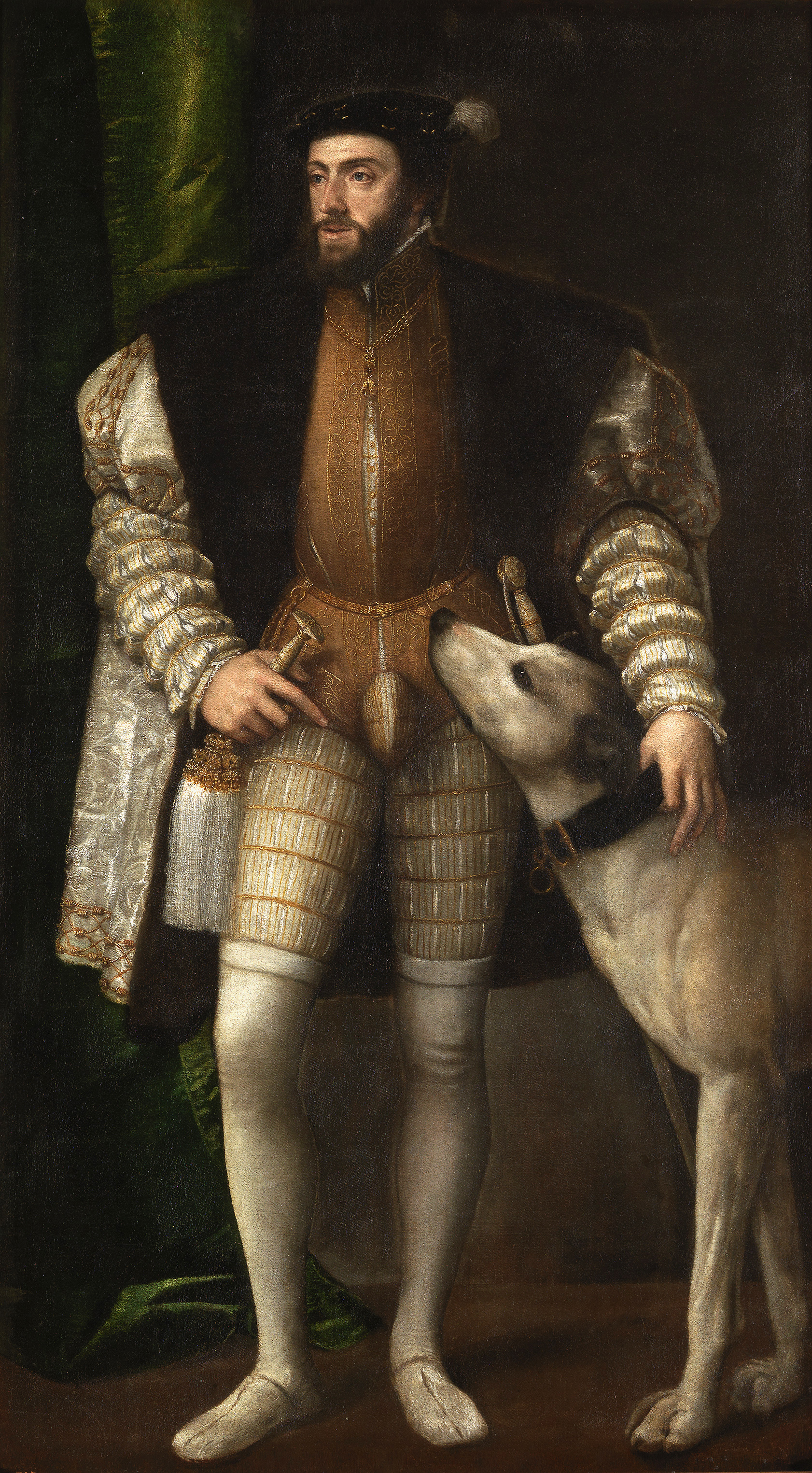
Carlos I de España, promotor del censo retratado por Tiziano, 1532-1533

El Censo de Pecheros es un listado oficial con el número de vecinos y pueblos existentes en 1528 en la Corona de Castilla mandado realizar por el emperador Carlos I para conocer el número de pecheros, es decir, de los vecinos obligados a atender los «Servicios de Su Majestad».
El Censo abarca las Intendencias de la Corona de Castilla con excepción del País Vasco, que tenía régimen fiscal propio y de las tres últimas incorporaciones a la Corona: Reino de Granada (1492), Islas Canarias (1496) y Reino de Navarra (1512).

## Historia
El emperador Carlos I decidió que se revisasen los padrones de pecheros, es decir, de los vecinos obligados a atender los «Servicios de Su Majestad», que eran impuestos aprobados por las Cortes, de los que estaban exentos la Nobleza y la Iglesia.
Para ello ordenó que dos comisionados por Intendencia (zonas geográficas equivalentes a las actuales provincias) recorrieran los pueblos revisando el número de pecheros, anotando las cantidades que pagaban, estableciendo cuánto debían pagar e informando sobre la riqueza de cada lugar para fundamentar con equidad las «cáñamas» o contribución correspondiente a cada pueblo. La recopilación duró casi ocho años, pero los datos se refieren a los pagos realizados en los años 1527 y 1528. En el año 1541 se estableció un nuevo «Servicio extraordinario», lo que exigió una revisión del Censo. El conjunto de todos estos datos se encuentra reunido en un legajo que se conserva en el Archivo General de Simancas con la signatura «Contadurías Generales núm. 768».
Hoy en día es usado como referencia para estudios históricos de poblaciones que rara vez eran mencionadas en documentos la época por su pequeñez. En el año 2008 el censo fue transcrito y digitalizado por el Instituto Nacional de Estadística y fue publicado en línea en dos tomos.